# 7e régiment d'infanterie (France)
Pour les articles homonymes, voir 7e régiment.
Le 7e régiment d'infanterie (7e RI) est un régiment d'infanterie de l'Armée de terre française créé sous la Révolution à partir du régiment de Champagne, un régiment français d'Ancien Régime, l'un des Six Grands Vieux. Il avait pour chant de marche Auprès de ma blonde.

## Création et différentes dénominations
- 22 mars 1558 : création de la légion de Champagne ;
- 27 octobre 1567 : formation, en Champagne, du régiment de Gohas constitué à partir de 2 enseignes de Gardes et 15 de Champagne ;
- mai 1573 : renommé régiment de Sainte-Colombe ;
- 1579 : renommé régiment d'Épernon ;
- 1581 : renommé régiment de Montcassin ;
- 1585 : devient le régiment de Champagne ;
- 1791 : devient le 7e régiment d'infanterie ;
- 1796 : reformé en tant que 7e demi-brigade de deuxième formation ;
- par l'arrêté du 1er vendémiaire an XII il devient le 7e régiment d'infanterie de ligne ;
- 1814 : pendant la Première Restauration, il est renommé régiment d'Orléans ;
- 1815 : pendant les Cent-Jours, il reprend son nom 7e régiment d'infanterie de ligne ;
- 16 juillet 1815 : comme l'ensemble de l'armée napoléonienne, il est licencié à la Seconde Restauration ;
- 11 août 1815 : création de la 13e légion du Calvados ;
- 23 octobre 1820 : renommée 7e légion du Calvados elle est amalgamée, à Tours, et renommée 7e régiment d’infanterie de ligne ;
- 1914 : à la mobilisation, il donne naissance au 207e régiment d'infanterie ;
- 1er janvier 1924 : dissolution ;
- septembre 1939 : recréation ;
- juin 1940 : dissolution ;
- 1956 : recréé, le régiment prend part à la guerre d'Algérie ;
- 1968 : dissolution et reconstitution en Allemagne ;
- 1977 : dissolution.

## Chefs de corps
L'unité a successivement été commandée par :
- 29 mai 1569 : De Goas (Jean de Biran[2], seigneur de), un des massacreurs de la Saint Barthélémy à Paris, meurt sans postérité d’une blessure qui paraissait légère et qu’il reçut au siège de La Rochelle.
- mai 1573 : de Sainte-Colombe (Jean de Montesquiou)
- mai 1574 : de Sainte-Colombe (Jacques de Montesquiou)
- 1er janvier 1579 : Duc d'Épernon (Jean Louis de Nogaret de La Valette)
- 15 septembre 1581 : de Montcassin de Tajan de Grenet (Jean de Lupiac)
- 1585 : de Montcassin de Tajan de Houlliez (Antoine de Lupiac)
- 1587 : comte de Grandpré (Roger de Joyeuse)
- 1596 : comte de Rieux (René de La Jugie)
- 1596 : comte de Charny (Jacques de Chabot de Mirabeau)
- 1601 : marquis d'O (Alexandre de La Guesle)
- 11 avril 1616 : marquis de Montrevel (Charles-François de La Baume)
- 1er juin 1621 : marquis de Montrevel (Ferdinand de La Baume)
- 1er avril 1622 : Arnaud du Fort (Pierre de La Mothe-Arnaud)
- 13 septembre 1624 : marquis de Toiras (Jean du Caylar de Saint-Bonnet)
- novembre 1633 : marquis de Varennes (Charles de Nagu)
- 15 août 1635 : marquis de Varennes (Roger de Nagu)
- 10 mars 1644 : comte d'Origny (Pierre Bourgeois)
- 12 février 1648 : comte de Broglie (François-Marie de Revel)
- 29 juin 1649 : marquis de Bellefonds (Bernardin Gigault)
- 1654 : comte de Grignan (François de Castellane-Adhémar de Monteils)
- 12 septembre 1656 : comte de Grignan (Louis-Gaucher de Castellane-Adhémar de Monteils)
- mai 1657 : marquis d'Ambres (François Gilbert des Voisins)
- Gélas[réf. à confirmer][3]
- 1er août 1671 : marquis de Monismes (Robert-Edme-Léonard de Rasés)
- 1673 : marquis de Montgaillard (Charles-Maurice de Percin)
- 22 septembre 1675 : comte de Bois-David (Antoine-Charles de Simons)
- 9 novembre 1678 : bailli de Colbert (Antoine-Martin Colbert)
- 1689 : comte de Sceaux (Charles-Édouard Colbert), tué à la bataille de Fleurus (1690).
- 11 juillet 1690 : marquis de Blainville (Jean-Jules-Armand Colbert)
- 5 avril 1702 : marquis de Seignelay (Marie-Jean-Baptiste Colbert)[note 1].
- 27 février 1712 : chevalier de Tessé (René-François de Froulay)
- 24 septembre 1731 : Duc de La Trémouille (Charles-René-Armand)
- 6 juin 1741 : marquis de Bellefonds (Charles-Bernardin-Geoffroi Gigault)
- 15 janvier 1745 : comte de Tessé (Charles-Elisabeth de Froulay)
- 1er décembre 1745 : marquis des Salles (Claude-Gustave-Chrétien)
- 1er février 1749 : comte de Gisors (Louis-Marie Fouquet de Belle-Isle[4]). Tué le 26 juin 1758 - à la bataille de Crefeld.
- 3 juin 1758 : Marquis de Juigné, (Jacques-Gabriel-Louis Leclerc)
- 1er décembre 1762 : marquis de Seignelay (Louis-Jean-Baptiste-Antoine Colbert)
- Jacques-Gabriel Chapt, comte de Rastignac
- 1791 : colonel Jean Anne de La Barthe de Giscard
- 1792 : colonel Louis Étienne Auron de Rebourguil
- 1792 : colonel Claude Souchon de Chanron
- 1793 : chef de brigade Jean-Joseph Lamy de Boisconteau, promu par la suite général de brigade.
- 1799 : chef de brigade Jean Esprit d’Anouilh
- 1804 : colonel Pierre Gabriel Aussenac, promu par la suite général de brigade.
- 7 février 1812 : colonel Louis Loup Étienne Martin Bougault
- 1814 : colonel Barthelemy Lelong
- 1814 : colonel Charles Angélique François Huchet de La Bédoyère
- 1815 : colonel[5] Joseph Michel Boissin -
- 1830 : Pierre Boucher - Colonel
- 27 avril 1846 : colonel Paul Émile Jean-Baptiste Lenoir
- 16 avril 1850 : colonel Jacques O'Farell
- 1871 : colonel Antoine Frédéric Tarayre
- 1968-1970 : colonel Murat
- 1970-1972 : colonel Georges Longeret 1
- 1972-1974 : colonel Godard
- 1974-1976 : colonel Arthur Le Lièvre De La Morinière 2
- 1976-1977 : lieutenant-Colonel Devaux

1 Nommé au grade de général de corps d'armée.
2 Nommé au grade de général de division

## Joseph Michel Boissin

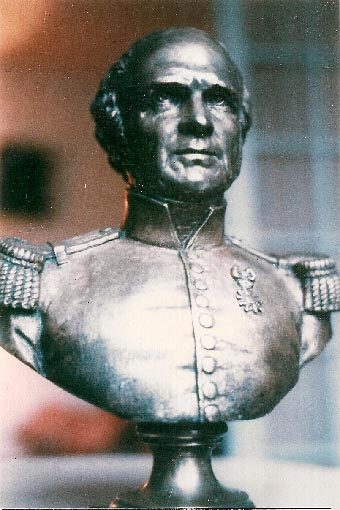
Joseph Michel Boissin, colonel du 7e de ligne en 1815, buste fondu vers 1840. Le nom de l'artiste n'est pas connu.

Il s’engagea en 1793 comme simple soldat et gravit tous les échelons jusqu’au grade de colonel obtenu lors des Cent-Jours. Il participa à toutes les campagnes : en Égypte sous Bonaparte, en Italie et dans les Grisons, en Catalogne, sous Davout aux batailles de Collioure et Roses, aux deux campagnes d’Allemagne. Il fut blessé en 1806 à Iéna, eut trois chevaux tués sous lui en 1813, et fut à nouveau blessé à la bataille de Leipzig. Il participa à la campagne de Russie comme capitaine dans la jeune garde impériale. À son retour, il fut fait prisonnier de guerre à Dantzig. Il rentra en France en juillet 1814. Lors du retour de Napoléon de l’île d’Elbe, son régiment, le 7e RIL, commandé par Charles Angélique François Huchet de La Bédoyère accueillit, l’Empereur contrairement aux ordres de Louis XVIII. L’Empereur nomma La Bédoyère général et Boissin lui succéda comme colonel. Il reçut les médailles en bronze attestant de sa présence aux batailles et événements marquants auxquels il participa.
Après Waterloo, le 7e RIL fut dissous, les 90 officiers furent rayés des cadres et Labédoyère fusillé. Craignant la « terreur blanche », Boissin s’exila quelque temps en Belgique. Il emporta son dossier militaire original qui est encore aujourd'hui en possession de ses descendants ainsi que les médailles. Les copies de ses diverses promotions ont été fournies au Service historique de l'Armée de Terre à Vincennes. Lorsque Napoléon III accéda au pouvoir, le maréchal Exelmans, son camarade de toutes les campagnes, décora Boissin de la dignité de commandeur de la Légion d’honneur. En 1810, l'année même du mariage de Napoléon et Marie-Louise, Boissin avait épousé Thérèse Massin, fille du maire de Givet et de Charlemont. Le couple eut trois filles :
– Félicie qui épousa Armand le Chevalier, fondateur de l’Illustration, qui eut une nombreuse descendance ;
– Zélie qui épousa le docteur Pennès, qui eut également une nombreuse descendance ;
– Caroline qui mourut jeune.
Les trois filles furent élevées au collège de la Légion d’honneur. Boissin repose dans la chapelle familiale du château des Réaux, en Touraine.

## Historique des garnisons, combats et batailles

### Ancien Régime

#### Louis XIV
- Guerre de Hollande : campagne de Catalogne
- 1675 : à la suite de la révolte du papier timbré, hiverne à Bordeaux

#### Louis XVI
En 1779, le régiment se trouve en Martinique pour participer à l'attaque des îles de Saint-Vincent et de la Grenade, possessions britanniques. Il est alors envoyé au secours des insurgés américains, en difficulté face aux Anglais. Il participe au siège infructueux de Savannah, puis rembarque pour la Martinique d'où il prend part à diverses opérations sur Saint-Domingue, Sainte-Lucie, jusqu'à la bataille des Saintes, après laquelle il rejoint Bordeaux en 1783.

### RévolutionetEmpire

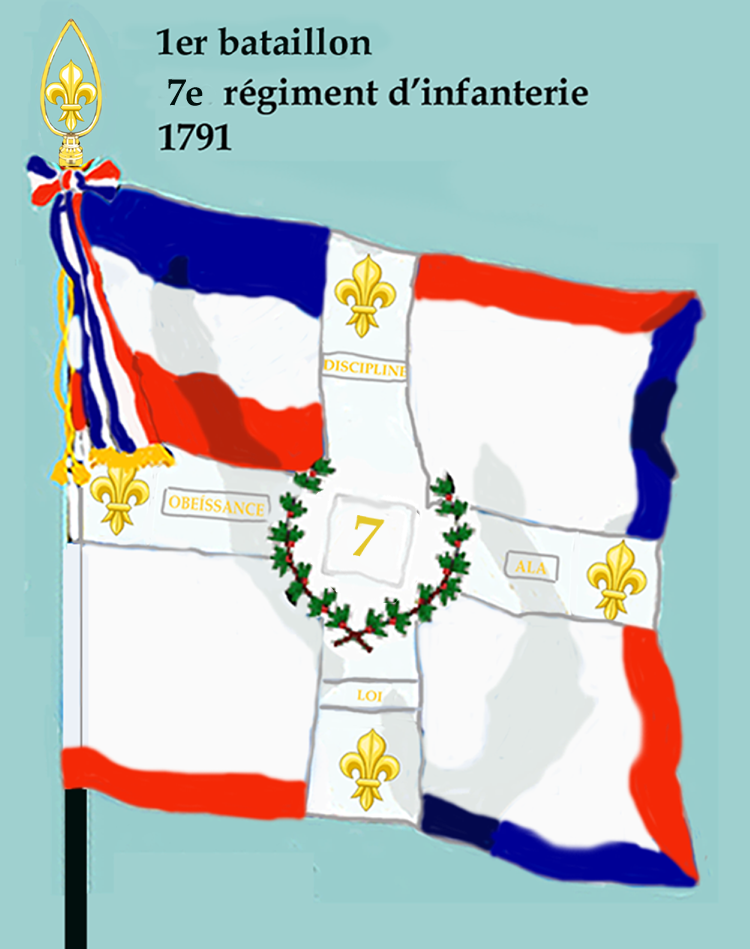
Drapeau du 1er bataillon du 7e régiment d'infanterie de ligne de 1791 à 1793
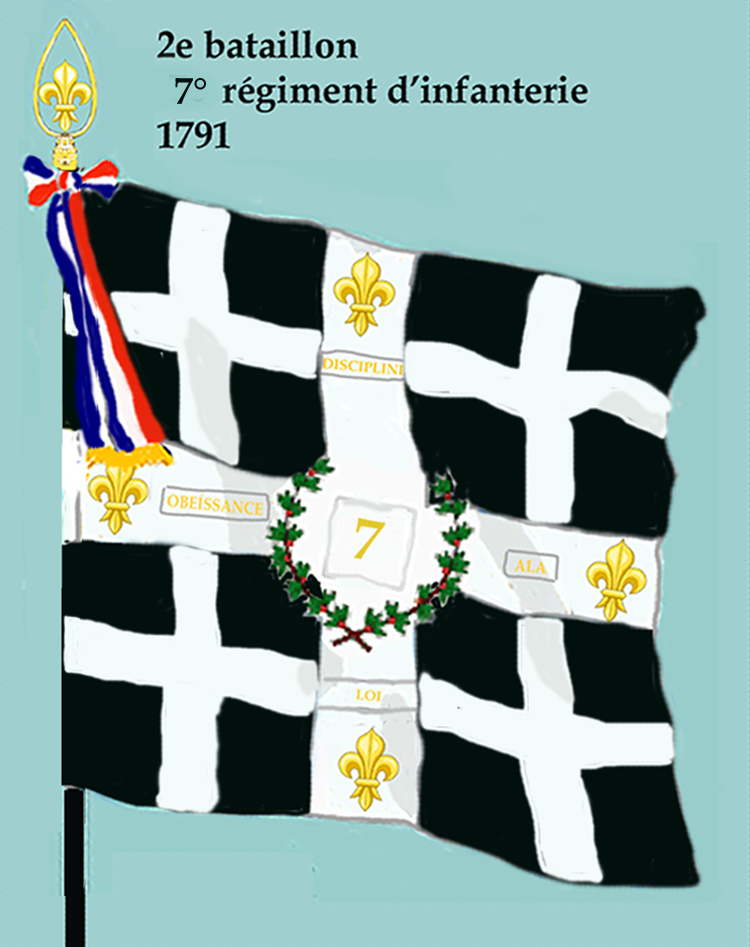
Drapeau du 2e bataillon du 7e régiment d'infanterie de ligne de 1791 à 1793.

- 1793 :
  - Bataille de Céret,
  - Prats-de-Mollo,
  - La Perche
  - Bataille de Peyrestortes

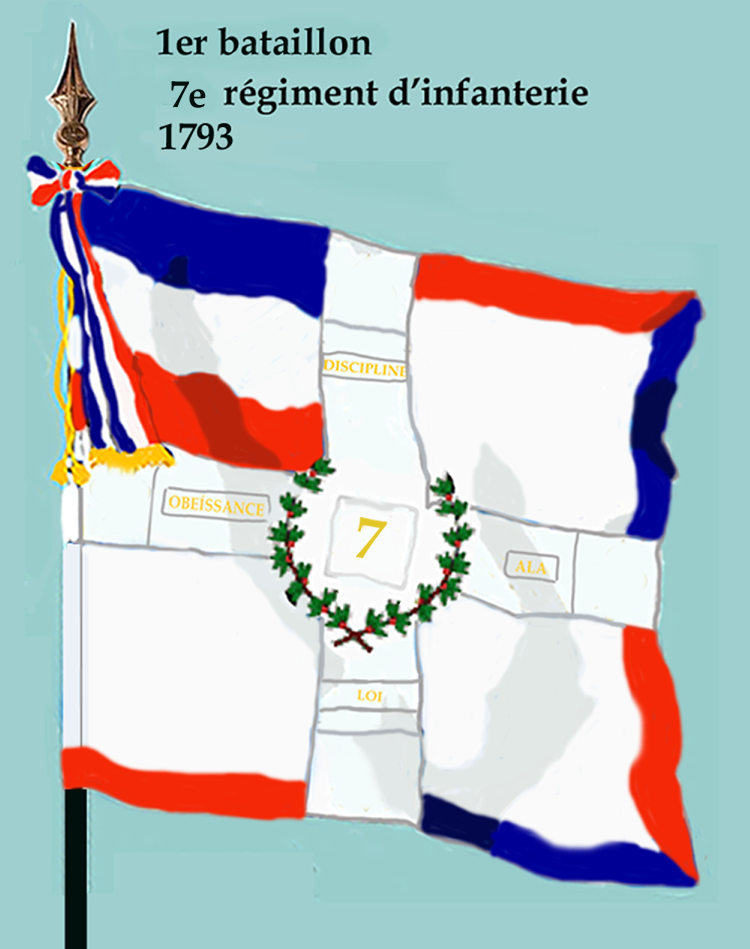
Drapeau du 1er bataillon du 7e régiment d'infanterie de ligne de 1793 à 1804
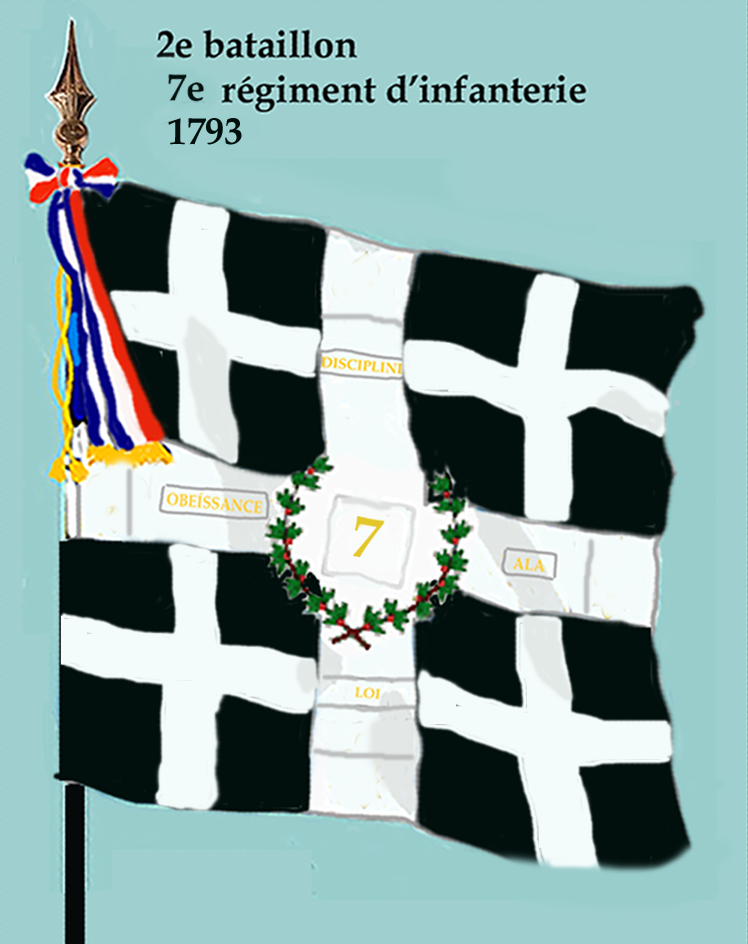
Drapeau du 2e bataillon du 7e régiment d'infanterie de ligne de 1793 à 1804

- 1794 :
  - Bataille de Collioure (en),
  - Siège du fort de Bellegarde
  - Bataille de la Montagne Noire,
  - Bataille de Fleurus
- 1795 :
  - Siège de Roses
- Le 22 août 1796, à 7 heures du matin, le général Krieg assemblait au camp de Grenelle la 7e demi-brigade de deuxième formation, constituée des unités suivantes :
  - 128e demi-brigade de première formation (2e bataillon du 68e régiment d'infanterie[6], 3e bataillon de volontaires de l'Eure[7] et 6e bataillon de volontaires de l'Oise)
  - 2e bataillon du 49e régiment d'infanterie[8]
  - 1er bataillon du 83e régiment d'infanterie[9].
  - 3e bataillon de volontaires de Paris
  - 7e bataillon bis de volontaires de Paris
  - 7e bataillon de volontaires de l'Yonne
  - 16e bataillon des Fédérés Nationaux
- 1799
  - Bataille de Stockach
- 1800 :
  - Memmingen,
  - Hochstedt
  - Bataille de Huningue
- 1801-1804 :
  - Expédition de Saint-Domingue

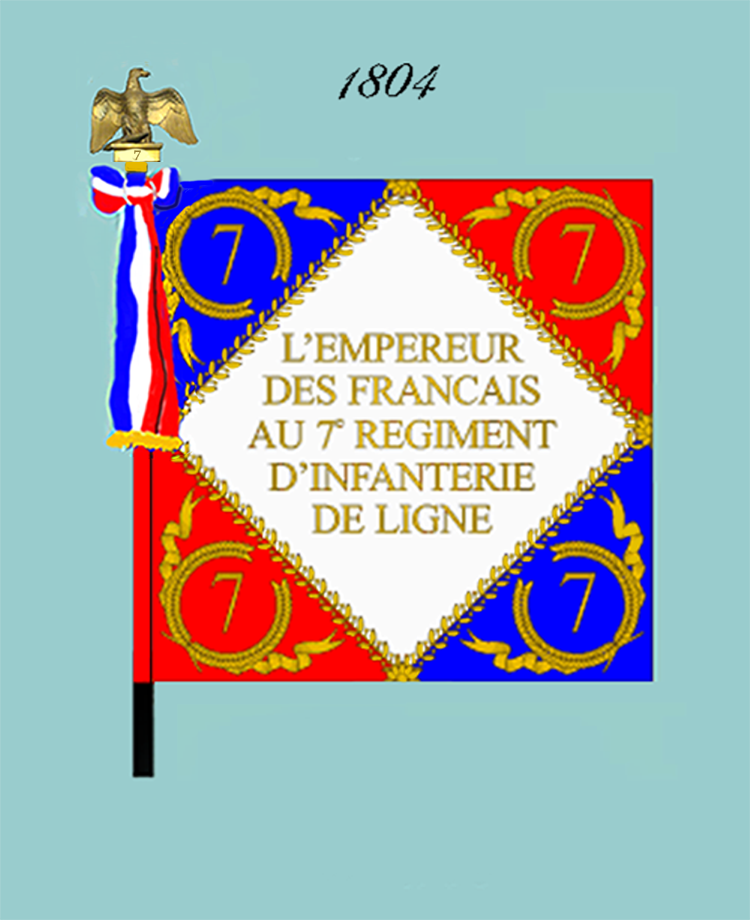
Drapeau modèle de 1804 (avers)
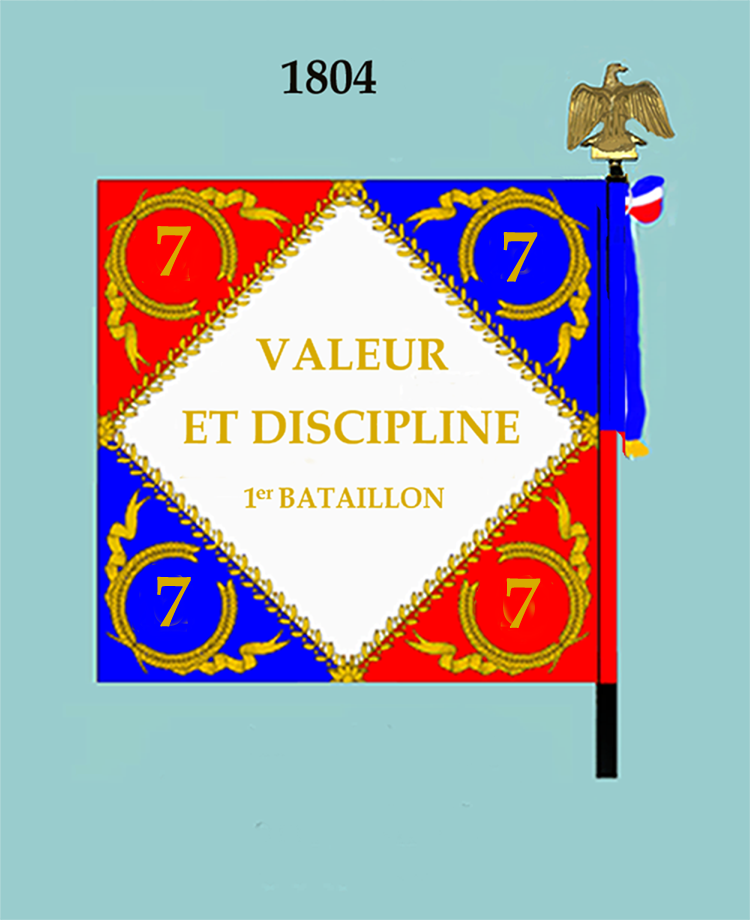
Drapeau modèle de 1804 (revers)

- 1808 :
  - El Bruc,
  - Girone,
  - Molins de Rei
  - Cardedeu
- 1809 :
  - Valls
- 1810 :
  - Granollers,
  - Mollet,
  - Santa Perpètua
  - Vic
- 1811 :
  - bataille de Tarragone
- 1811 :
  - Montserrat,
  - Bataille de Sagonte
  - Valence

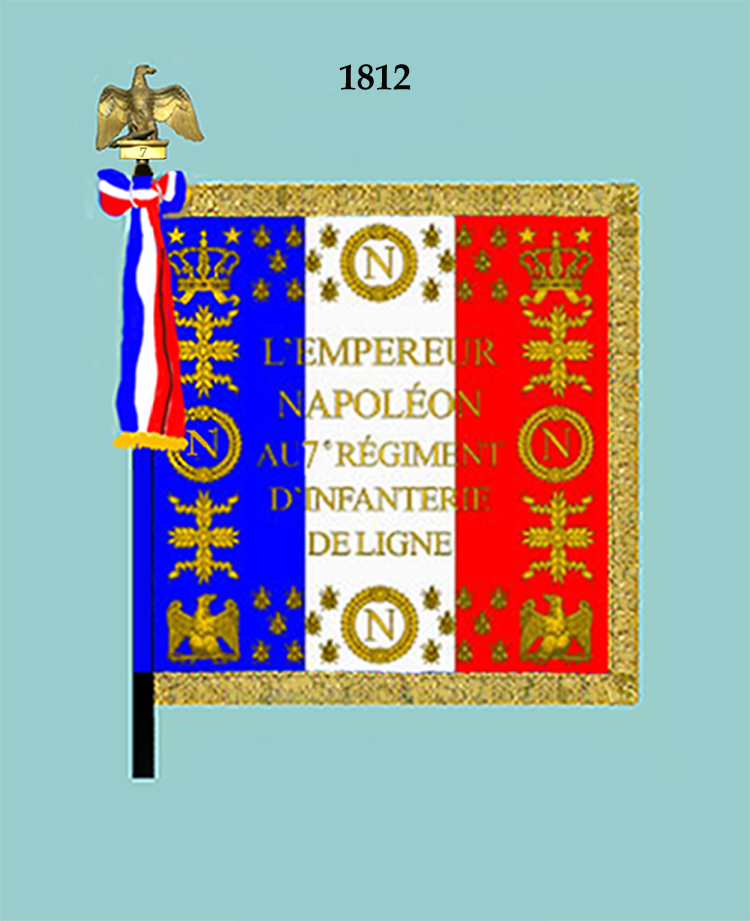
Drapeau modèle de 1812 (avers)
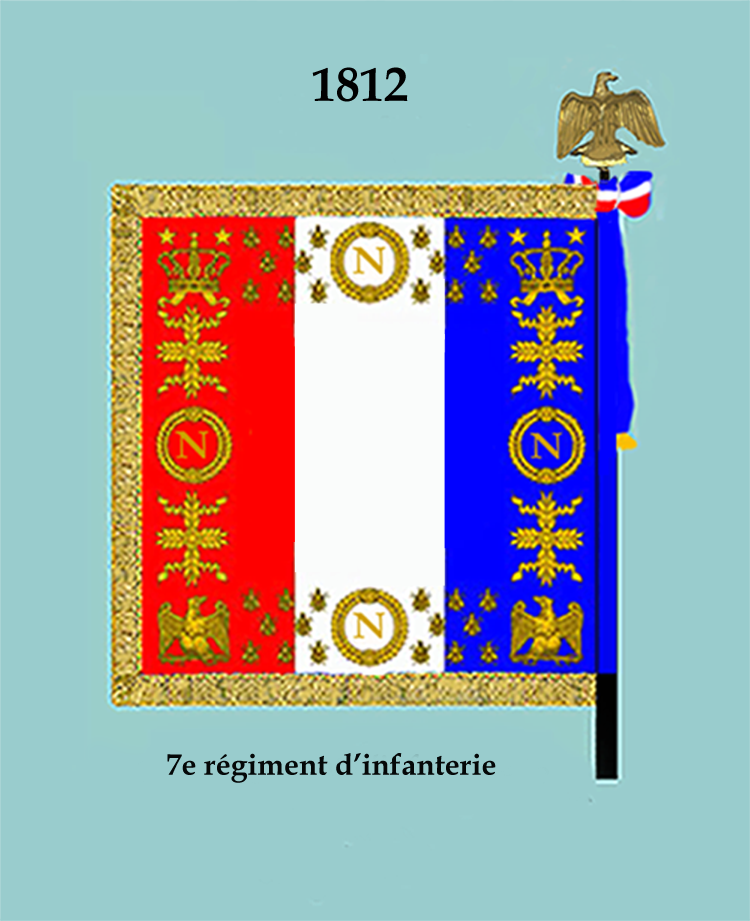
Drapeau modèle de 1812 (revers)

- 1812 :
  - Valence
  - Castalla
- 1813 : Campagne d'Allemagne
  - Bataille de Bautzen,
  - Juterbock,
  - 16-19 octobre : Bataille de Leipzig
  - Hanau
  - Tagliamento
- 1814 :
  - Yecla
  - Falleja

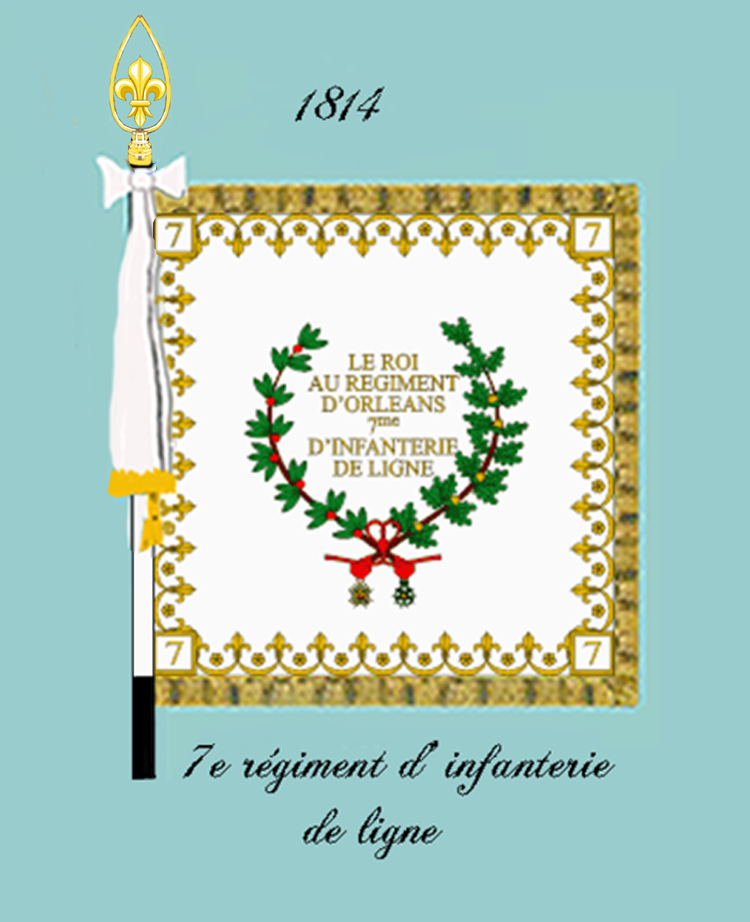
Drapeau modèle 1re Restauration et 1815 à 1820 (avers)
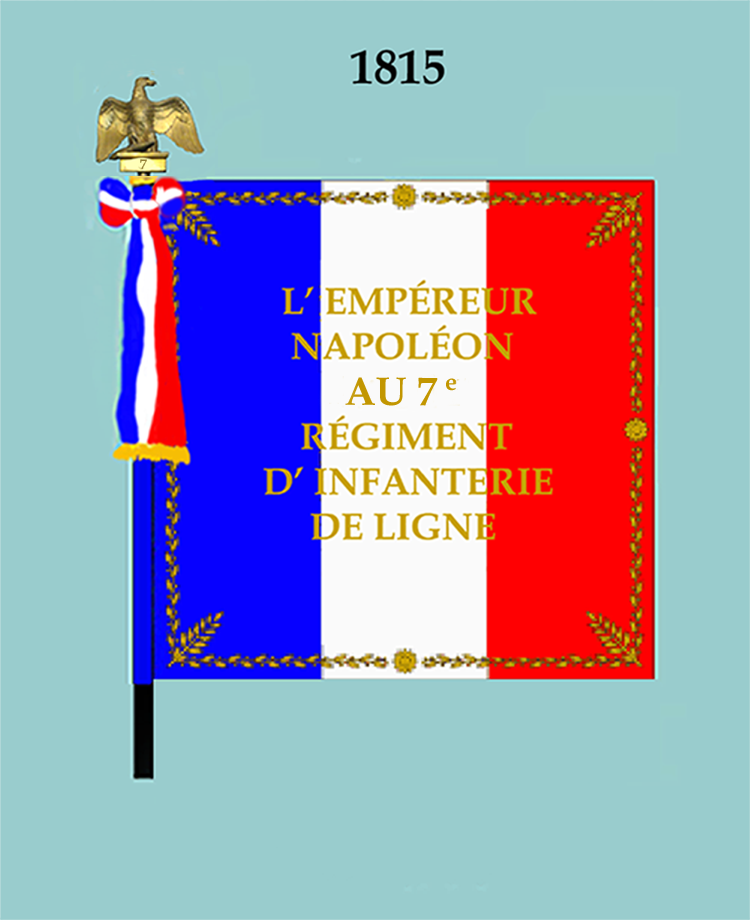
Drapeau modèle de 1815 (avers)
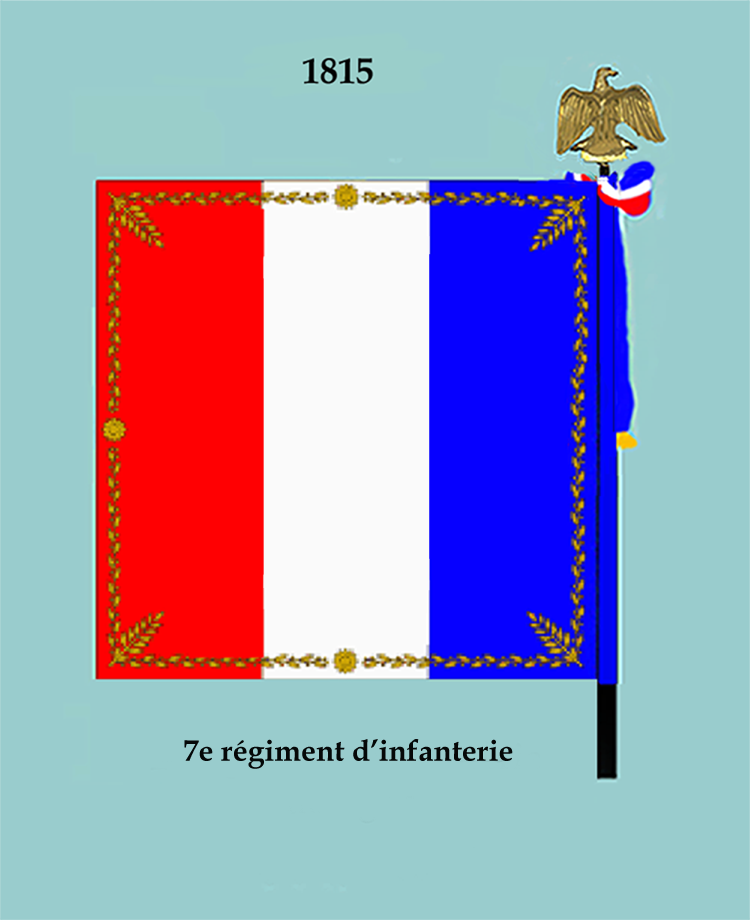
Drapeau modèle de 1815 (revers)

On avait appris le 3 mars, à Grenoble, le débarquement du bataillon de l'île d'Elbe au golfe Juan, et le 6 la marche du corps impérial sur Grenoble. 
Le général Bouchu fait alors mettre en batterie 50 pièces sur les remparts par le 4e régiment d'artillerie. 
C'est à 2 heures de l'après-midi de ce jour que le colonel de La Bédoyère enleva le 7e régiment d'infanterie qu'il commandait et disparut avec lui par la porte de Bonne restée ouverte. Le commandant supérieur songea alors, mais trop tard, à fermer la place. Le soir, le général Marchand donne l'ordre à la garnison de se rendre au fort Barraux. Le 4e d'artillerie sort de Grenoble à 9 heures, au moment même où l'Empereur y entrait. Il faisait nuit noire, le colonel Claude Joseph Antoine Gérin et le major Etchegoyen arrivèrent seuls au fort Barraux.
- 1815 :
  - le 6 mars le régiment rallie l'empereur qui vient de débarquer ; Waterloo

Colonels tués ou blessés en commandant le régiment pendant cette période
- Colonel Bougault : blessé le 12 septembre 1813

Officiers blessés ou tués en servant au 7e entre 1808 et 1814 :
- Officiers tués : 19
- Officiers morts de leurs blessures : 18
- officiers blessés : 122

### 1815 à 1852

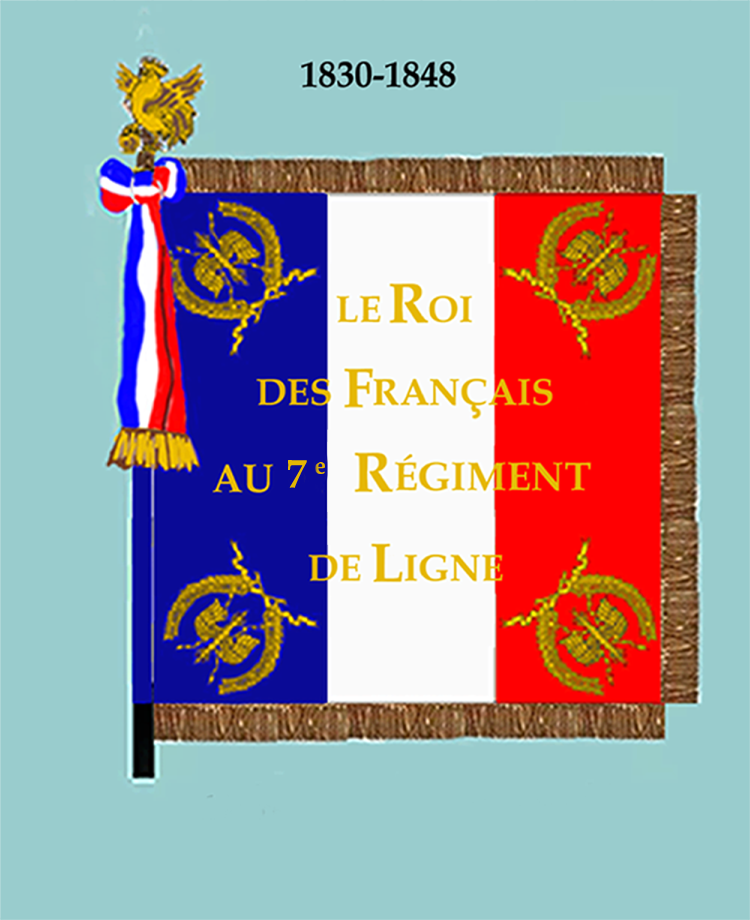
Drapeau de 1830 à 1848 (avers)

- 1830 : Une ordonnance du 18 septembre créé le 4e bataillon et porte le régiment, complet, à 3 000 hommes[10].

En 1850, le régiment est en garnison à Belfort.

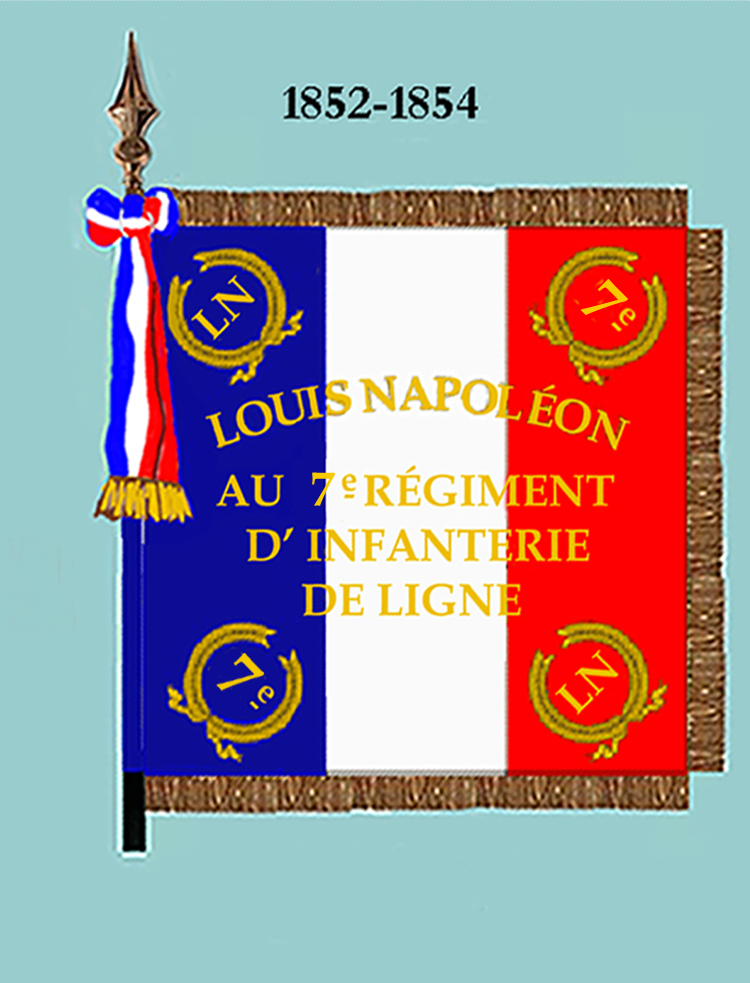
Drapeau de 1852 à 1854 (avers)

### Second Empire

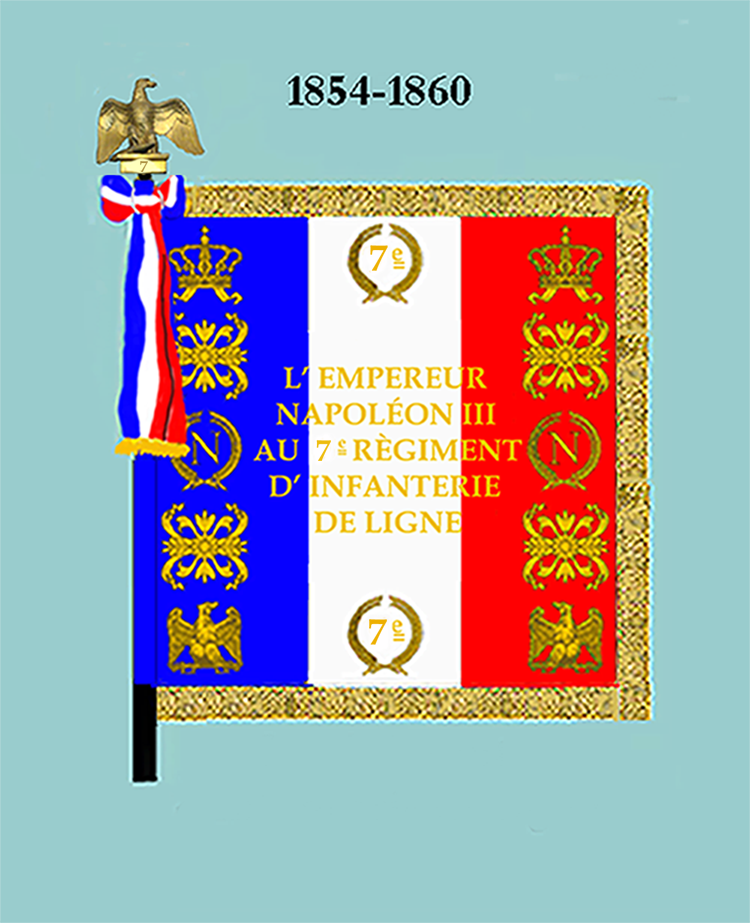
Drapeau de 1854 à 1860 (avers)

- Par décret du 2 mai 1859 le 7e régiment d'infanterie fourni 1 compagnie pour former le 102e régiment d'infanterie de ligne.

Le régiment participe à l'expédition du Mexique dans la 1re brigade (général Brincourt) au sein de la 2e division d’infanterie (général de Castagny) et est stationné dans l'État de Durango jusqu'au 13 novembre 1866. Passant par Queretaro le régiment rejoint Mexico (15 janvier 1867-5 février 1867). Il couvre l'arrière du retrait français et est l'une des dernières unités embarquées (partie sur le Castiglione, partie sur le Souverain).
En 1869 il est en garnison à Paris. Après la guerre de 1870 à Lyon puis à Cahors.

### 1870 à 1914
Dans la nuit du 9 au 10 septembre 1870, alors que l'unité est enfermée dans Metz, les prussiens tentent, à 3 heures du matin, un coup de main sur la « ferme de Bellecroix » et en chasse la grand'garde du 7e régiment d'infanterie de ligne. Le 1er bataillon du 71e, de grand'garde en avant de Vantoux, avait une compagnie (la 4e compagnie) qui la reliait au 7e de ligne. Cette compagnie se porte alors résolument sur les tranchées que l'ennemi vient de conquérir et, par ses feux, oblige les Prussiens à une retraite précipitée.
Le 24 novembre 1870, durant la guerre franco-allemande, les 8e compagnies des 2e et 3e bataillons du 7e régiment d'infanterie de ligne qui composaient le 29e régiment de marche furent engagés dans les  combats de Chilleurs, Ladon, Boiscommun, Neuville-aux-Bois et Maizières dans le Loiret
Le 27 mars 1871, des éléments du régiment rentrant de captivité sont amalgamés avec d'autres éléments de diverses unités pour former le 1er régiment d'infanterie provisoire.

### Première Guerre mondiale

#### Affectation
À la 131e division d'infanterie de juillet 1915 à novembre 1918

#### 1914
- retraite des 3e armée et 4e armée : forêt de Luchy (22 août)
- La Meuse
- Bataille de la Marne (5 au 13 septembre)
- Première bataille de Champagne : les tranchées Brunes (23 décembre)

#### 1915
- Champagne : Perthes-les-Hurlus (Bois rectangulaire) (16 février –23 février)
- Artois : seconde bataille d'Artois (9 mai - 16 juin 1915). Assauts infructueux face au village de Roclincourt du 9 au 11 mai. Fin mai a debut juillet : occupations successives de secteurs a l'Est d'Arras.
- [Argonne] : juillet 1915 a mai 1916

#### 1916
- Bataille de Verdun

#### 1917
- Marne : Mont Haut, Le Casque, Mont Perthois (avril-mai)

#### 1918
- Somme : attaque du 14 avril.
- Aisne : Corcy, Longpont (30 mai-11 juin)
- Marne : l'attaque frontale

### Entre-deux-guerres
Le régiment est dissous le 1er janvier 1924.

### Seconde Guerre mondiale
- Reconstitué 16 octobre 1939 sous les ordres du lieutenant-colonel Paquelier il appartient à la 32e division d'infanterie. Régiment d'infanterie de réserve A type Nord-Est ; il est mis sur pied par le centre mobilisateur d'infanterie 72 de Valdahon. Le régiment avance en Belgique après l'offensive allemande du 10 mai 1940, puis se replie sur Lille et Dunkerque où il est pris au piège comme tant d'autres unités de l'armée française. Le régiment est dissous. Il renaît formellement en septembre 1944 à partir d'unités de la Résistance nées dans la clandestinité à Bordeaux et dans sa région. Il se voit notamment confier, dans le Médoc, la protection de Bordeaux et la préparation de la reprise de la poche de la pointe de Graves, qui ne tombe que le 20 avril 1945. Le régiment est à nouveau dissous en juin 1945.

### De 1945 à 1977

#### Guerre d'Algérie
Le régiment est reconstitué en 1956 et est envoyé en Algérie jusqu'en 1962.
Au cessez-le-feu du 19 mars 1962 en Algérie, le 7°RI créé comme 91 autres régiments, les 114 unités de la Force Locale.(Accords d'Evian du 18 mars 1962) Le 7°RI forme une unité de la Force locale de l'ordre Algérienne, la 441°UFL-UFO composé de 10 % de militaires métropolitains et de 90 % de Militaires Musulmans, qui pendant la période transitoire devaient être au service de l'exécutif provisoire Algérien, jusqu'à l'indépendance de l'Algérie.
Dissous et reconstitué une nouvelle fois en 1968 il est incorporé aux Forces françaises en Allemagne à Landau in der Pfalz, en Rhénanie-Palatinat, et à Neustadt an der Weinstrasse, où il est à nouveau dissous en 1977.

## Drapeau
Il porte, cousues en lettres d'or dans ses plis, les inscriptions suivantes, :

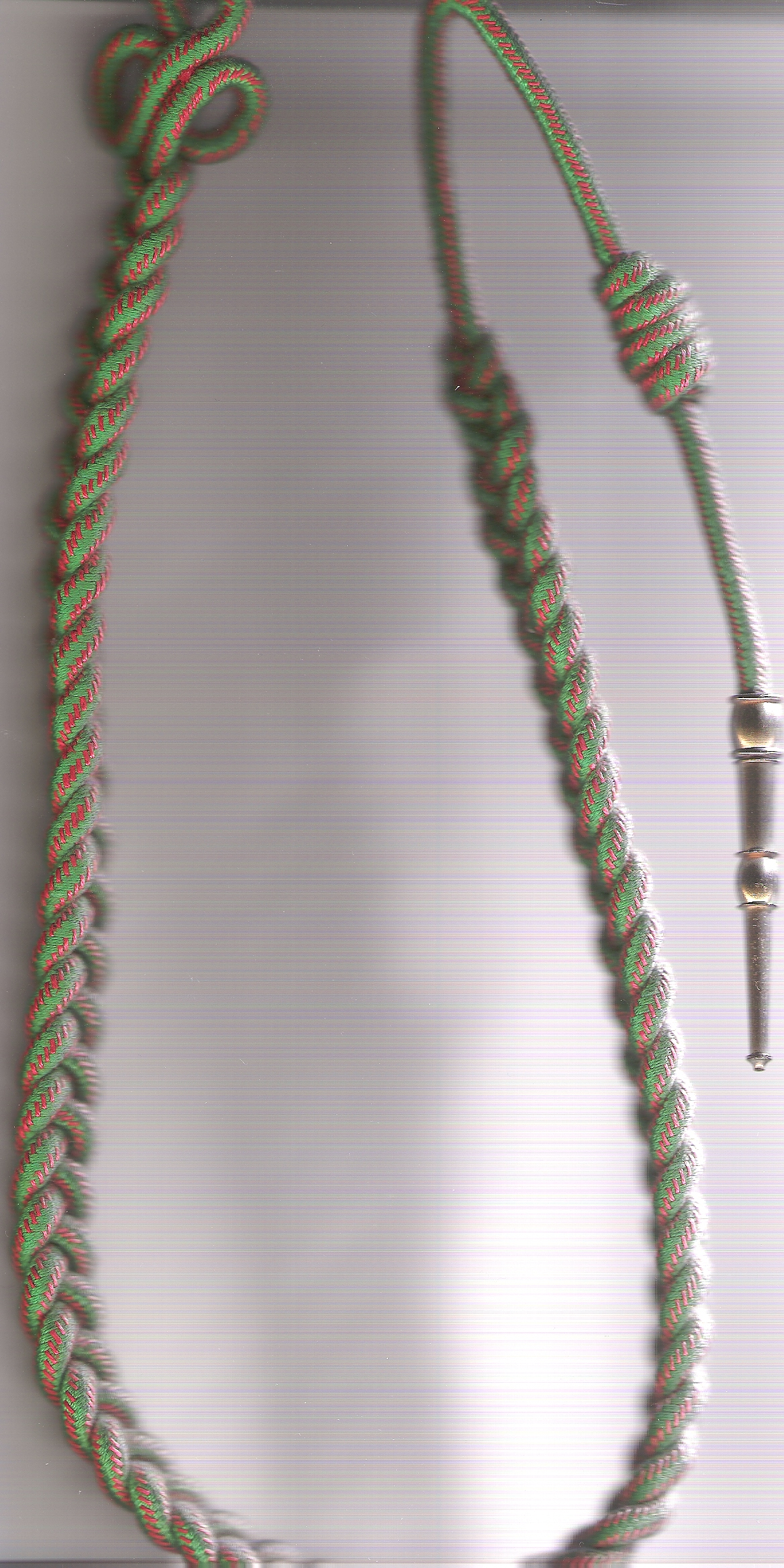
Fourragère aux couleurs du ruban de la croix de guerre 1914-1918

- Fleurus 1794
- Bautzen 1813
- Anvers 1832
- Sébastopol 1854-55
- Verdun 1916
- Picardie 1918
- L'Aine 1918
- AFN 1952-1962

## Décorations
- Le régiment reçoit la croix de Guerre 1914-1918 le 3 mars 1919 sur le Polygone de Vincennes.
- Il est cité à l'ordre de la 10e armée le 14 juillet 1918 et à l'ordre de la 1re armée le 7 janvier 1919.
- Sa cravate est décorée de la Croix de guerre 1914-1918 avec deux citations à l'ordre de l'armée.
- Il porte la Fourragère aux couleurs du ruban de la Croix de guerre 1914-1918.

## Devise
- « Valeur et discipline, puis sans peur et sans reproche ».
- La devise « Je suis du régiment de Champagne » a aussi été utilisée.

## Les différents drapeaux du régiment

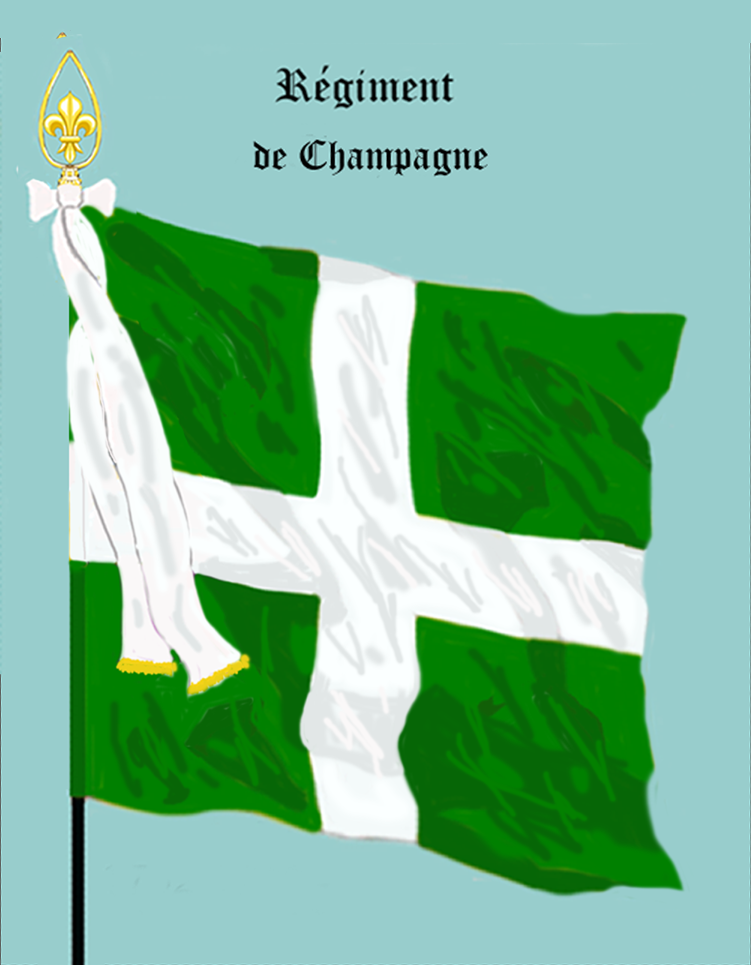
Drapeau du régiment de Champagne

Règlement de 1804
- Légende avers : "L'empereur des Français au 7e régiment d'infanterie de ligne"
- Légende revers : "Valeur et discipline (N° du bataillon) bataillon "
- Légende tablette de l'aigle : « 7 » ;

Règlement de 1812
- Légende avers : "L'empereur Napoléon au 7e régiment d'infanterie de ligne"
- Légende revers : vide
- Légende tablette de l'aigle : « 7 » ;

Règlement de 1814 (1re Restauration)
- Légende avers : "Le Roi au régiment d'Orléans 7e régiment d'infanterie de ligne ;

Règlement de 1815 (Cent-Jours)
- Légende avers : "L'empereur Napoléon au 7e régiment d'infanterie de ligne"
- Légende revers : vide
- Légende tablette de l'aigle : « 7 » ;

## Uniformologie

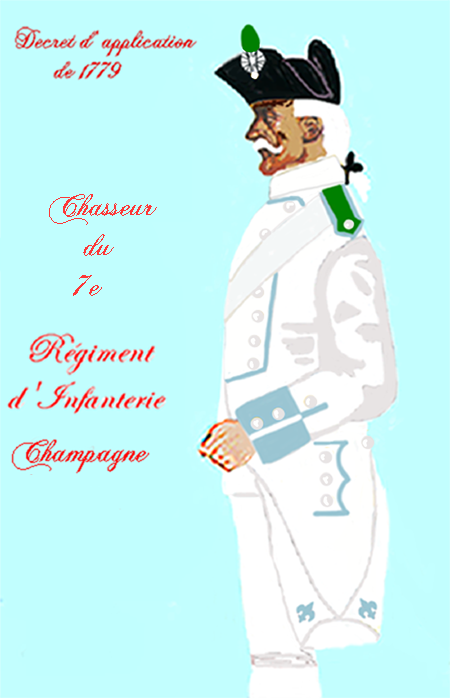
Chasseur du régiment de Champagne (futur 7e RI, décret d'application de 1779)
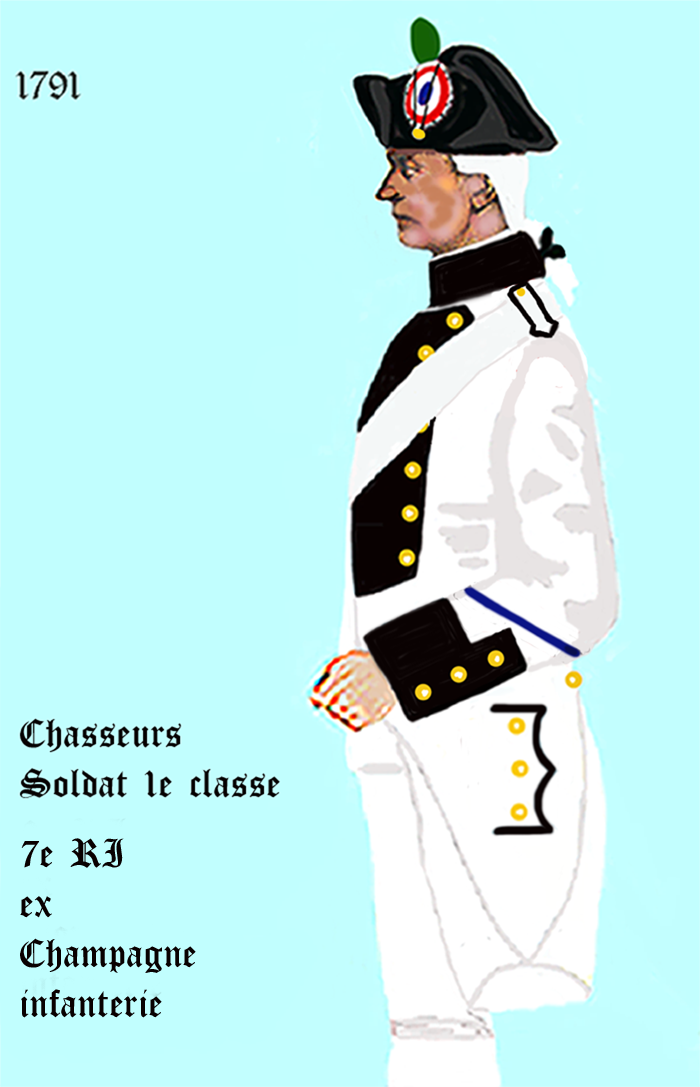
Chasseur du 7e RI (décret d'application de 1791)
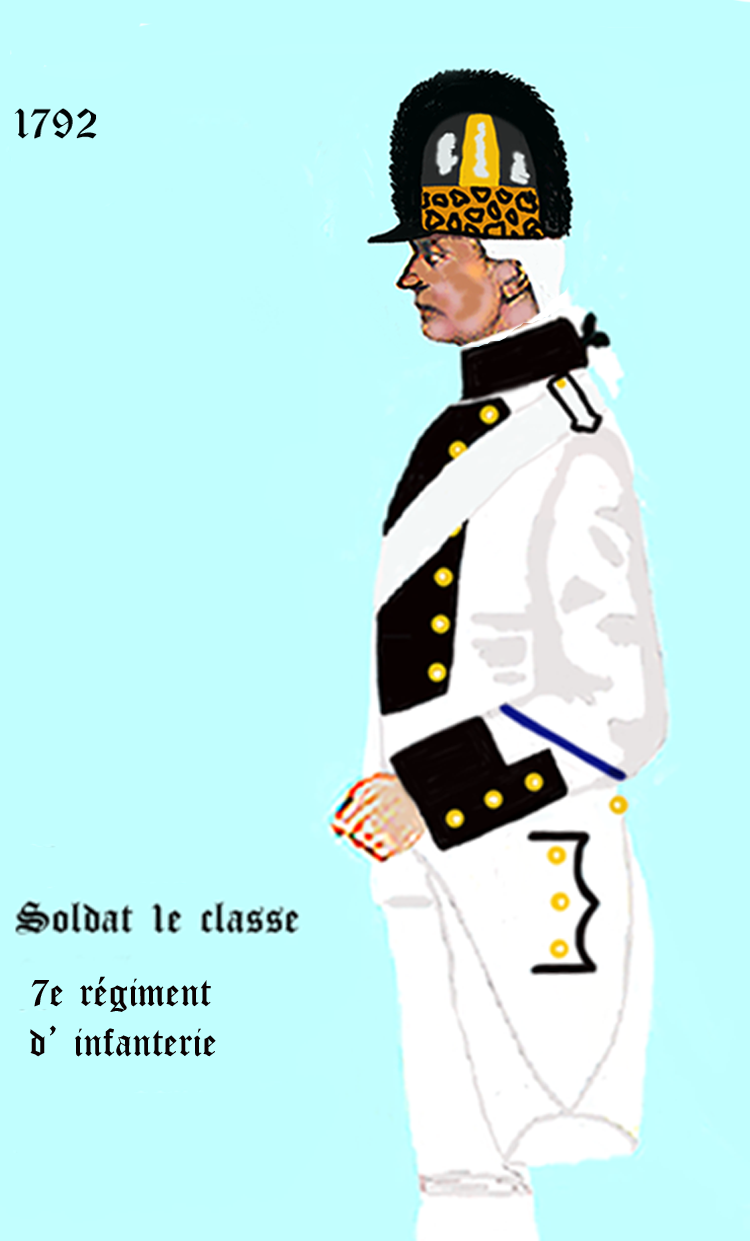
7e RI (décret d'application de 1792)

## Personnalités ayant servi au7eRI
- Alexandre Adler (1950-2023)
- Marie René Charles Marc Antoine d'Autane (1787-1830), alors chef de bataillon
- Sadi Carnot (physicien) (1796-1832), lieutenant en garnison à Thionville (1827)
- Jean-Marie Déguignet (1834-1905), écrivain
- Ignace Hoff (1832-1901), tireur d'élite
- Pierre-Augustin Hulin (1758-1841), général
- Émile de Wogan (1817-1891), caporal en garnison à Vannes (1838)

## Sources et bibliographie
: document utilisé comme source pour la rédaction de cet article.
- Jean-Marie Déguignet, Histoire de ma vie, éd. An Here, 2000.
- Historique du 7e de ligne depuis sa formation, SHAT, 4 M 7
- Alexandre Adler, Historique du Régiment de Champagne, monographie couvrant la période du XVIe siècle jusqu'à 1956.
- Archives militaires du Château de Vincennes.
- Recueil d'historiques de l'Infanterie française (général Andolenko - Eurimprim 1969).
- Louis Susane, Histoire de l'ancienne infanterie française, vol. 3, J. Corréard, 1850 (lire en ligne) ;
- Historiques des corps de troupe de l'armée française (1569-1900), Berger-Levrault (Paris), 1900, 52 p. (lire en ligne)